# Стівен Прессфілд
Стівен Прессфілд (англ. Steven Pressfield; 1 вересня 1943, Порт-оф-Спейн) — американський письменник та сценарист. Пресфілд — автор та співавтор 34 сценаріїв кінофільмів, автор історичних романів переважно про Стародавню Грецію та науково-популярних книжок. Його роман про спартанців та битву при Фермопілах «Вогняні брами» (англ. Gates of Fire, укр. переклад – «Наш Формат», 2023) вивчають у Військовій академії, Військово-морській академіях США та Українській академії лідерства. Ця книга та ще два романи Пресфілда займали верхні місця у переліку бестселлерів Греції.

## Біографія
Прессфілд народився в Порт-оф-Спейн, Тринідад і Тобаго, де його батько служив у ВМС США. У 1961 році закінчив школу в Плезантвілль англ. Pleasantville, Нью-Джерсі англ. New Jersey. У 1965 році закінчив Університет Дьюка, в 1966 році вступив на службу в Корпус морської піхоти США.
У 1971 році Стівен Прессфілд переїжджає до Нью-Йорка, влаштовується на свою першу роботу в рекламне агентство Benton & Bowles копірайтером за $ 150 на тиждень. За словами письменника, одного разу, переписуючи рекламний текст для виробника корму для собак, він задумався про те, чи не варто зайнятися чимось більш вартісним. Прессфілд вирішив звільнитися і написати роман.
Перші проби пера не мали особливого успіху. У наступні роки Стівен Прессфілд заробляв на життя найрізноманітнішими способами. Він працював таксистом і барменом в Нью-Йорку, учителем в Новому Орлеані, трактористом в Каліфорнії, різноробом на буровій в Луїзіані, санітаром у психіатричній лікарні, збирачем фруктів в штаті Вашингтон. Свій шлях до письменницької кар'єри, включано з періодом, коли йому довелося жити у власній машині, Прессфілд описав у книзі «Війна за креатив» (англ. The War of Art).
З 1980 року Прессфілд працює сценаристом в Голлівуді. ВІдтоді він став автором і співавтором 34 сценаріїв, за шістьма сценаріями були зняті фільми.
У 1995 році була опублікована книга Прессфілда «Легенда Багера Ванса» (англ. The Legend of Bagger Vance), за якою в 2000 Роберт Редфорд зняв однойменний фільм, в головних ролях знялися Вілл Сміт, Шарліз Терон і Метт Деймон.
Другою опублікованою книгою став роман про спартанців і битву при Фермопілах «Вогняні брами» (англ. Gates of Fire). Її вивчають у Військової академії США і Військово-Морської академії США.
У 2003 році романи Прессфілда «Вогняні брами» (англ. Gates of Fire), «Припливи війни» (англ. Tides of War) і «Остання з амазонок» (англ. Last of the Amazons) займали відповідно 1, 5 і 8 рядок бестселерів Греції. У вересні цього ж року місто Спарта (Греція) вибрав Прессфілд почесним громадянином.
У 2012 Прессфілд разом зі своїм агентом Шоном Койном (англ. Shawn Coyne) заснував видавничий дім Black Irish Books..

### Художні твори
- The Legend of Bagger Vance (2000) — про молоду людину, яка примиряється зі своїми духовними демонами за допомогою гольфу (1995). Екранізовано у фільм «Легенда про Беґґера Венса».
- Gates of Fire (1998) — про битву при Термопілах (1998), ISBN 0385492510. Роман вивчають у Вест-Пойнті, USNA та інших військових навчальних закладах, він очолив список бестселерів у Греції.
- Tides of War (2000), ISBN 0385492529 — роман про Алківіада та Пелопоннеську війну.
- Last of the Amazons (2002), ISBN 038550098X — Тесей, легендарний цар Афін, вирушає до північного узбережжя Чорного моря, населеного расою жінок-воїнів
- The Virtues of War (2004), ISBN 0385500998 — про Александра Македонського.
- The Afghan Campaign (2006), ISBN 038551641X – про похід Александра Македонського в Афганістан.
- Killing Rommel (2008), ISBN 0385519702 — вигадана розповідь про патруль британської групи «Довга пустеля» під час Північноафриканської кампанії Другої світової війни.
- The Profession (2011), ISBN 9780385528733. — Перша книга Прессфілда, дія якої розгортається в майбутньому, де військову силу наймають повсюдно. Нафтові компанії, транснаціональні корпорації та банки наймають потужні, надсучасні армії найманців, щоб контролювати глобальний хаос і захищати свої багатства.
- 36 Righteous Men (2020), ISBN 0393358402 — футуристичний нуар-трилер.
- A Man at Arms (2021), ISBN 9780393540970 — роман, дія якого відбувається в Єрусалимі та Синайській пустелі в першому столітті нашої ери.

### Нонфікшн
- The War of Art: Break Through the Blocks and Win Your Inner Creative Battles (2002), ISBN 9781936891023 — мотиваційна книжка, яка досліджує психологію створення мистецтва і те, як можна вилікувати «письменницьку блокаду».
- Do The Work (2011), ISBN 9781936719013
- The Warrior Ethos (2011), ISBN 9781936891009
- Turning Pro (2012), ISBN 9781936891030
- The Authentic Swing: Notes from the Writing of First Novel (2013), ISBN 9781936891139
- The Lion's Gate: On the Front Lines of the Six Day War (2014), ISBN 9781595230911
- An American Jew: A Writer Confronts His Own Exile and Identity (2015), ISBN 9781936891412
- Nobody Wants to Read Your Sh*t: Why That Is and What You Can Do About It (2016), ISBN 9781936891498
- The Artist's Journey: The Wake of the Hero's Journey and the Lifelong Pursuit of Meaning (2018), ISBN 9781936891542
- Put Your Ass Where Your Heart Wants to Be (2022), ISBN 9798986164311

## Переклади українською
- Стівен Прессфілд. Вогняні брами. Пер. з англ. Олени Замойської. – Київ: Наш Формат, 2023. – 430 с.
- Стівен Прессфілд. Афганський похід Александра – Київ: Наш Формат, 2025. (анонс видавництва, вихід книжки запланований на осінь 2025)[9]

## Робота в кіно

### Сценарії
- 1986: Кінг-Конг живий / King Kong Lives
- 1988: Над законом / Above the Law
- 1992: Корпорація безсмертя / Freejack
- 1993: Дерево Джошуа / Joshua Tree
- 1995: Окрема життя / Separate Lives

### Екранізації
- 2000: Легенда Багера Ванса / The Legend of Bagger Vance

### Інша
Стівен Прессфілд також знявся в ролі одного з істориків у документальному фільмі 2007 року «Last Stand of the 300», виробництво The History Channel.

## Онлайн-продукти
- Writing Wednesdays  - оновлювана блог-версія «Війни за креатив».
- The Warrior Ethos
- It's the Tribes, Stupid  - блог про афганські племенах.
- War Stories
- The Creative Process  - інтерв'ю з творчими людьми, що працюють в самих різних областях.